# Carles Morell i Alsina
Carles Morell Alsina (Artés, 1992) és un poeta, escriptor i corrector català.
Graduat en Filologia Catalana per la Universitat Autònoma de Barcelona, i màsters en Formació del Professorat (UAB) i en Estudis Avançats de Llengua i Literatura Catalanes (UAB-UB), és conegut per ser el guanyador de la 50a edició del Premi de Poesia Amadeu Oller amb l'obra Els vapors que maten. Joan Maluquer, director de l'editorial Galerada, va dir que l'obra de Morell és "un recull que destaca per la precisió de la llengua i de la construcció, pels recursos lingüístics i estilístics a què es recorre". S'hi pot notar la influència de Joan Vinyoli.
L'any 2017 va guanyar el Premi Màrius Torres de poesia amb l'obra Disponibilitat (Pagès Editors), publicada el 2018 després de Canyes, llumins (Godall Edicions).
Va editar la correspondència Joan Vinyoli-Eudald Puig (1981-1984) (CCG, 2018) i ha col·laborat en algunes edicions d'artista. Ha estat inclòs a les antologies Premi Amadeu Oller. 50 anys de poesia (Galerada, 2014), 40 poetes de menys de 40 (portal LletrA, 2015) i Mig segle de poesia catalana. Del maig del 68 al 2018 (Proa, 2018).
Ha escrit en diversos mitjans de comunicació i revistes especialitzades i ha recitat amb músics com Santi Careta o Víctor Bocanegra.

## Obres

### Poesia
- Els vapors que maten. Cabrera de Mar, Galerada, 2014 (Premi Amadeu Oller 2014)
- Escola de cecs. Girona, CCG, 2015
- Canyes, llumins. Barcelona, Godall Edicions, 2018
- Disponibilitat. Lleida, Pagès Editors, 2018 (Premi Màrius Torres 2017)

### Dietaris
- Notes per a un solo de Scriabin. Barcelona, Acontravent, 2017
- Les variacions del pols. Barcelona, Quaderns Crema, 2025

### Correspondència
- Joan Vinyoli - Eudald Puig (1981-1984). Girona, CCG, 2018

### Antologies
- Premi Amadeu Oller. 50 anys de poesia. Cabrera de Mar, Galerada, 2014
- Assumiràs la veu. Granollers, Edicions Terrícola, 2014
- 40 poetes de menys de 40. Barcelona, Portal LletrA, Universitat Oberta de Catalunya - Institut Ramon Llull, 2015
- Mig segle de poesia catalana. Del maig del 68 al 2018. Barcelona, Proa, 2018